# Comuna Kîbînți, Mirhorod
Kîbînți (în ucraineană Кибинці) este o comună în raionul Mirhorod, regiunea Poltava, Ucraina, formată din satele Bieve și Kîbînți (reședința).

## Demografie
Componența lingvistică a comunei Kîbînți
     Ucraineană (97,76%)
     Rusă (1,94%)
Conform recensământului din 2001, majoritatea populației comunei Kîbînți era vorbitoare de ucraineană (97,76%), existând în minoritate și vorbitori de rusă (1,94%).